# Junges Deutschland (Literatur)
Das Junge Deutschland ist der Name für eine literarische Bewegung junger, liberal gesinnter Dichter in der Zeit des Vormärzes, die etwa ab 1830, beflügelt von der Julirevolution in Frankreich, publizistisch aktiv wurden und deren Schriften 1835 auf Beschluss des damaligen Deutschen Bundestages der Fürsten verboten wurden.
Der Name Junges Deutschland taucht zuerst bei Heinrich Laube auf, ist aber durch Ludolf Wienbarg populär geworden, der seine Ästhetischen Feldzüge 1834 mit den programmatischen Worten einleitet: „Dir, junges Deutschland, widme ich diese Reden, nicht dem alten“.

## Vertreter
Im Beschluss des Deutschen Bundestages vom 10. Dezember 1835 wird das „junge Deutschland oder ‚die junge Literatur‘“ als „literarische Schule“ bezeichnet, zu der amtlicherseits Heinrich Heine, Karl Gutzkow, Heinrich Laube, Ludolf Wienbarg und Theodor Mundt gezählt wurden. Eine solche Schule oder Gruppe hat indes nie existiert. Die genannten Autoren waren vielmehr nur lose miteinander verbunden durch ihr liberales Engagement. Ludwig Börne hatte man, einer späteren Bemerkung Theodor Mundts zufolge, in der Eile vergessen aufzuführen. Die spätere Literaturgeschichtsschreibung betrachtete aber diese sechs Autoren als Kern der jungdeutschen Bewegung. In den weiteren Umkreis gehören auch Autoren wie Adolf Glassbrenner, Gustav Kühne oder Max Waldau.
Auch Georg Büchner wird immer wieder im Zusammenhang mit dem Jungen Deutschland erwähnt. Er selbst distanziert sich vom Jungen Deutschland in einem Brief an seine Familie, den er am 1. Januar 1836 aus dem Straßburger Exil schreibt:

„Übrigens gehöre ich für meine Person keineswegs zu dem sogenannten Jungen Deutschland, der literarischen Partei Gutzkows und Heines. Nur ein völliges Mißkennen unserer gesellschaftlichen Verhältnisse konnte die Leute glauben machen, daß durch die Tagesliteratur eine völlige Umgestaltung unserer religiösen und gesellschaftlichen Ideen möglich sei.“

Trotzdem bestehen zwischen Büchner und den Autoren des sogenannten „Jungen Deutschland“ inhaltliche Gemeinsamkeiten, die vor allem im Aufbegehren gegen die politische Restauration liegen. Hinzu kommt, dass Büchner eine Literatur vertritt, die wie die der Autoren des „Jungen Deutschland“ den Idealismus der Klassik / Schillers und die Literatur der Romantik ablehnt. Büchner formulierte diese Poetologie in seiner Erzählung Lenz in dem Kunstgespräch zwischen Kaufmann und Lenz.

## Ziele
Gemeinsam war den Dichtern des Jungen Deutschland, dass sie sich gegen die restaurative und reaktionäre Politik Metternichs und der Fürsten des Deutschen Bundes wandten. Sie traten für demokratische Freiheitsrechte, soziale Gerechtigkeit sowie für die Überwindung überkommener religiöser und moralischer Vorstellungen ein. Den Idealismus der Klassik und Romantik lehnten sie als apolitisch und rückständig ab. Beide literarischen Richtungen waren ihnen zu realitäts- und lebensfern. Für die Jungdeutschen durfte Literatur nicht elitär sein, sie sollte vielmehr auf gesellschaftliche und politische Missstände aufmerksam machen. Sie sahen sich selbst als Erben und Fortführer der Aufklärung und wurden zu literarischen Wegbereitern der bürgerlich-liberalen Märzrevolution von 1848/49.
Weltanschaulich waren die Vertreter des Jungen Deutschland von Hegels Entwicklungslehre und vom utopischen Sozialismus Saint-Simons beeinflusst. Nationalpolitisch erhofften sich die meisten die Einheit Deutschlands in der Form einer Republik und somit die Überwindung des Feudalismus.
Im Unterschied zu Zeitgenossen wie Georg Büchner oder zur späteren Dichtergeneration des Vormärz um Georg Herwegh, Ferdinand Freiligrath, Heinrich Heine und August Heinrich Hoffmann von Fallersleben ging es den Jungdeutschen allerdings nicht primär um einen politischen Umsturz. Sie strebten vielmehr eine vollständig neue, liberale Gesellschaft an, in der keine Autorität mehr ohne weiteres akzeptiert werden sollte. Für sie war Politik nur ein Bereich unter vielen, neben Moral, Religion, Ästhetik.

## Verbot
Auf Beschluss des Frankfurter Bundestages wurden im Dezember 1835 die Schriften der Gruppe, zu der namentlich „H. Heine“ gerechnet wurde, in allen Staaten des Deutschen Bundes verboten. In der Begründung hieß es, die Jungdeutschen versuchten „in belletristischen, für alle Klassen von Lesern zugänglichen Schriften die christliche Religion auf die frechste Weise anzugreifen, die bestehenden socialen Verhältnisse herabzuwürdigen und alle Zucht und Sittlichkeit zu zerstören“.
Den Anlass zum Verbot lieferte vermutlich der einflussreiche Literaturkritiker Wolfgang Menzel mit einer vernichtenden Rezension von Karl Gutzkows Roman Wally, die Zweiflerin. Menzel wollte darin gesellschaftsgefährdende Pornographie und Blasphemie erkennen. Heinrich Heine, der sich nie dem Jungen Deutschland zugehörig fühlte, griff daraufhin in seiner Schrift Über den Denunzianten Menzel auf das Heftigste an.
Ein weiterer Grund für das Verbot dürfte auch der Verdacht gewesen sein, die Gruppe unterhalte Verbindungen zu dem im gleichen Jahr gegründeten politisch-revolutionären Geheimbund Junges Deutschland. Solche Verbindungen konnten aber nie belegt werden, obwohl beide Gruppierungen zum Teil ähnliche Ziele verfolgten.

## Jüngstes Deutschland
In Anlehnung an die Bewegung des „Jungen Deutschland“ aus dem Vormärz, welche von manchen als Vorreiter für den später folgenden Naturalismus betrachtet wird, prägten die Brüder Heinrich und Julius Hart 1878 den Ausdruck „Jüngstes Deutschland“, der teilweise allerdings auch für anti-naturalistische Strömungen verwendet wurde.